# Therr Maitz
Therr Maitz – rosyjski zespół muzyczny, założony w 2004 roku przez muzyka i producenta muzycznego, Antona Bieliajewa.

## Historia zespołu
W 2004 roku Anton Bieliajew został dyrektorem artystycznym klubu Rus, do grania w którym zaprosił kilku muzyków, takich jak: gitarzysta Dmitrij Pawłow, basista Maksim Bondarenko, trębacz Konstantin Drobiczko i perkusista Eugene Kożin. Razem występowali pod nazwą Therr Maitz. W 2005 roku Bieliajew podpisał kontrakt z japońską agencją na serię koncertów w Tokio i Kioto, ze względu na które porzucił muzyków z klubu Rus. Z czasem z grupy odszedł Konstantin Drobiczko, który zdecydował się na wyjazd zawodowy do Korei. Bieliajew wyjechał do Władywostoku, gdzie pracował w klubach muzycznych. W 2006 roku przeprowadził się do Moskwy. Zespół Therr Maitz zawiesił działalność na kolejne cztery lata, do 2010 roku. 
W 2010 roku zespół został reaktywowany. 18 maja 2010 roku ukazała się debiutancka płyta studyjna Therr Maitz zatytułowana Sweet Oldies, na której znalazły się utwory nagrane przez muzyków na początku wspólnej działalności. Jesienią do składu zespołu dołączył Oleg Ingiozow, a w październiku z zespołu odeszli Dmitrij Pawłow i Maksim Bondarenko. W tym czasie Bieliajew zaczął kompletować nowy skład Therr Maitz. Nowym gitarzystą grupy został Nikołaj Sarabianow, którego Bieliajew poznał podczas sesji nagraniowej utworu „Tango” Igora Grigoriewa. Niedługo później do składu dołączyli też basista Artem Tildikow i perkusista Boris Jonow. 13 maja 2011 roku w barze Cargo zespół zagrał pierwszy koncert w nowym składzie. W tym czasie inżynierem dźwięku grupy został Ilia Łukaszew. W tym samym roku muzycy zagrali na festiwalu Usadba Jazz.
W 2015 roku premierę miał drugi album studyjny zespołu zatytułowany Unicorn. Płyta była promowana przez single: „Found U”, „Stop.Quiet”, „Make It Last” i „Feeling Good Tonight”. W 2016 roku muzycy zdobyli Europejską Nagrodę Muzyczną MTV dla najlepszego rosyjskiego wykonawcy, dzięki czemu nominowani byli do nagrody dla najlepszego europejskiego wykonawcy. W sierpniu tego samego roku wydali minialbum zatytułowany Tokyo Roof, na którym znalazły się cztery utwory.

## Skład

### Obecni członkowie
- Anton Bieliajew – śpiew, instrumenty klawiszowe
- Wiktorija Żuk – śpiew
- Nikołaj Sarabianow – gitara
- Artem Tildikow – gitara basowa
- Boris Jonow – perkusja
- Ilia Łukaszew – inżynier dźwięku

## Dyskografia

### Albumy studyjne
- Sweet Oldies (2010)
- Unicorn (2015)

### Minialbumy (EP)
- Tokyo Roof (2016)